# Before the Storm (álbum)
Before the Storm es el álbum de estudio debut del disc-jockey y productor discográfico finlandés Darude. Fue lanzado el 18 de septiembre de 2000 por 16 Inch Records. El álbum vendió 800 000 copias en todo el mundo y le valió a Darude tres premios Grammy finlandeses. También alcanzó su punto máximo en varias listas, incluido el número uno en la lista oficial de álbumes de Finlandia.

## Producción y sencillos
Before the Storm fue producido por JS16 (Jaakko Salovaara) y presenta dos de los remixes de JS16. El álbum incluye varios sencillos, el primero de los cuales, «Sandstorm», había sido lanzado antes del álbum en 1999 con gran éxito. El segundo sencillo de Darude, «Feel the Beat», siguió al éxito de «Sandstorm», alcanzando el número uno en las listas de sencillos de Finlandia durante dos semanas y el número 5 en la lista de sencillos del Reino Unido. Poco después del lanzamiento del álbum, Darude creó una edición vocal de «Out of Control» y la lanzó como sencillo; «Out of Control (Back for More)». Este sencillo también llegó a las listas de los principales países y fue relanzado en varias ediciones del álbum.

## Lanzamiento y recepción
El álbum vendió 800 000 copias en todo el mundo y le valió a Darude tres premios Grammy finlandeses. También alcanzó su punto máximo en varias listas, incluido el número uno en la lista oficial de álbumes de Finlandia, el número 6 en la lista de álbumes electrónicos/dance de Billboard, y el número 11 en la lista de álbumes independientes de EE. UU. También ocupó un lugar destacado en las listas de álbumes en otros países, incluido el número 9 en Suecia, el número 14 en Noruega, el número 18 en Canadá, el número 36 en Australia, y el número 34 en Francia.
Al contrario de su éxito en las listas, Before the Storm recibió críticas mixtas de los críticos. El crítico de AllMusic, Antti J. Ravelin, elogió los sencillos del álbum, pero criticó su «monotonalidad», afirmando que «Before the Storm puede funcionar bien en la pista de baile, pero es prácticamente imposible escuchar todo el álbum en casa».

## Lista de canciones
| Before the Storm |                                 |                                               |          |  |
| N.º              | Título                          | Escritor(es)                                  | Duración |  |
| 1.               | «Sandstorm»                     | Ville Virtanen                                | 3:45     |  |
| 2.               | «Burning»                       | Jaakko Salovaara, Marko Humpula, Mikko Kivari | 7:10     |  |
| 3.               | «Feel the Beat»                 | Salovaara                                     | 4:18     |  |
| 4.               | «Out of Control»                | Salovaara                                     | 5:02     |  |
| 5.               | «Touch Me Feel Me»              | Salovaara                                     | 6:14     |  |
| 6.               | «Calm Before the Storm»         | Virtanen, Salovaara                           | 4:53     |  |
| 7.               | «Let the Music Take Control»    | Virtanen, Salovaara                           | 5:45     |  |
| 8.               | «Drums of New York»             | Salovaara                                     | 6:04     |  |
| 9.               | «The Flow»                      | Virtanen, Toni Lahde                          | 3:52     |  |
| 10.              | «Sandstorm» (JS16 Remix)        | Virtanen                                      | 7:22     |  |
| 11.              | «Feel the Beat» (JS16 Dark Mix) | Salovaara                                     | 7:06     |  |
| 61:35            |                                 |                                               |          |  |

| Bonus track de iTunes |                                                    |          |  |
| N.º                   | Título                                             | Duración |  |
| 11.                   | «Sandstorm» (Superchumbo Sandy Storm Remix)        | 4:16     |  |
| 12.                   | «Sandstorm» (Darude vs. Orgy Astro American Remix) | 4:36     |  |
| 13.                   | «Feel the Beat» (JS16 Dark Mix)                    | 7:05     |  |
| 14.                   | «Out of Control (Back for More)»                   | 4:19     |  |
| 15.                   | «Out of Control» (Spectro Mix)                     |          |  |
| 78:21                 |                                                    |          |  |

### Edición especial
En 2001, 16 Inch Records relanzó Before the Storm como una «edición especial» de dos discos.

| Disco 1 |                                               |          |  |
| N.º     | Título                                        | Duración |  |
| 1.      | «Out of Control (Back for More)»              | 3:37     |  |
| 2.      | «Burning»                                     | 7:10     |  |
| 3.      | «Feel the Beat»                               | 4:18     |  |
| 4.      | «Sandstorm»                                   | 3:45     |  |
| 5.      | «Touch Me Feel Me»                            | 6:14     |  |
| 6.      | «Calm Before the Storm»                       | 4:53     |  |
| 7.      | «Let the Music Take Control»                  | 5:45     |  |
| 8.      | «Drums of New York»                           | 6:04     |  |
| 9.      | «The Flow»                                    | 3:52     |  |
| 10.     | «Out of Control (Back for More)» (JS16 remix) | 7:05     |  |

| Disco 2 |                                                  |          |  |
| N.º     | Título                                           | Duración |  |
| 1.      | «Sandstorm» (Terpsichord remix)                  | 7:02     |  |
| 2.      | «Sandstorm» (JS16 remix)                         | 7:21     |  |
| 3.      | «Sandstorm» (Ariel remix)                        | 6:41     |  |
| 4.      | «Feel the Beat» (JS16 Dark mix)                  | 7:06     |  |
| 5.      | «Feel the Beat» (Rocco & Heist remix)            | 9:02     |  |
| 6.      | «Feel the Beat» (Missing Link remix)             | 4:55     |  |
| 7.      | «Feel the Beat» (Soundfreak remix)               | 5:38     |  |
| 8.      | «Out of Control (Back for More)» (Spectro remix) | 6:54     |  |
| 9.      | «Out of Control» (Bostik remix)                  | 8:41     |  |
| 10.     | «Calm Before the Storm» ('99 remix)              | 6:32     |  |

## Personal
Adaptado de las notas del álbum.
- Ville Virtanen (Darude): escritura, producción, arreglo
- Jaakko Salovaara (JS16): escritura, producción, arreglo, remezcla, producción adicional, mezcla
- Marko Humpula: escritura (canción 2)
- Mikko Kivari: escritura (canción 2)
- Toni Lahde: escritura (canción 9)
- Pauli Saastamoinen: masterización
- Sampo Hanninen: ilustraciones, diseño de portada

## Posicionamiento en listas
| Lista (2000-2001)                        | Mejor posición |
| ---------------------------------------- | -------------- |
| Australia (ARIA)                         | 36             |
| Canadá (Billboard Canadian Albums)       | 18             |
| Dinamarca (Hitlisten)                    | 28             |
| Países Bajos (Album Top 100)             | 74             |
| Finlandia (Suomen Virallinen Lista)      | 1              |
| Francia (SNEP)                           | 34             |
| Noruega (VG-lista)                       | 14             |
| Suecia (Sverigetopplistan)               | 9              |
| Estados Unidos (Dance/Electronic Albums) | 6              |
| Estados Unidos (Independent Albums)      | 11             |

| Lista (2001)                        | Mejor posición |
| ----------------------------------- | -------------- |
| Canadian Albums (Nielsen SoundScan) | 128            |

## Certificaciones
| País      | Certificación | Ventas |
| --------- | ------------- | ------ |
| Finlandia | Platino       | 78 000 |